# I huvudet på Alva Burman
I huvudet på Alva Burman är ett svenskt barnprogram från 2002. Programmet handlar om flickan Alva och hennes barnvakt tant Margareta.  Manuset skrevs av Johanna Westman och Calle Marthin och regisserades sedan av Calle Marthin. Serien producerades av SVT inom det nordiska samarbetet Nordvision och har i flera omgångar sänts i alla nordiska länder. Förutom Mona Malm, som spelade tant Margareta, spelades avsnittskaraktärer av till exempel Magnus Härenstam och Mona Seilitz.  
I huvudet på Alva Burman prisbelönades vid den internationella TV-galan Prix Jeunesse 2004.  

## Rollista
Huvudkaraktärerna i serien är:
- Alva - Molly Huldt
- Tant Margareta - Mona Malm
- Storebror - Jacob Hazell.